# Вечерња школа (ТВ емисија)
Вечерња школа је хумористични шоу Жељка Первана. У почетку је емитован на ОТВ-у, а касније је прешао на ХРТ. Приказивала се недељно. Године 2007. Вечерња школа је прешла на Нову ТВ и почела се приказивати уживо свакога дана. Њено ново име било је Вечерња школа - пракса.
У јесен 2007. Вечерња се школа почела емитовати само средом, под називом Вечерња школа - ЕУ.
Вечерња школа је и дан данас веома популарна на простору бивше Југославије чему сведоче и бројне епизоде "Вечерње Школе" које на Youtube-у имају и преко 300.000 прегледа.
Оргиналну поставу Вечерње школе из 1995. сачињавали су Жељко Перван, Златан Зухрић, Младен Хорват, Ђуро Утјешановић и Ахмед Ел Рахим.

## Радња
Радња се дешава у учионици у којој предаје професор Максимилијан Јуре Кучина (Жељко Перван) пред неколико ђака. Ђака је било разних, али увек су ту били Денис Кроканић (Младен Хорват), Антимон Анте Чуло (Ахмед Ал Рахим) и Блаженко Блаж Сиц (Дамир Фолнеговић).
Шоу је сниман у неколико сезона (тачан број је тешко одредити, јер је у почетку сниман на локалној телевизији).
У емисији гостују између осталих Северина, Данијела Мартиновић, Емир Хаџихафизбеговић, Љубиша Самарџић и Кемал Монтено.
Свака сезона је поред назива „Вечерња школа“ имала и свој додатак.
Неке од сезона су : Повратак уписаних 1 , Повратак уписаних 2 , Повратак уписаних 3, пракса , ЕУ.